# Aloysia nahuire
Aloysia nahuire là một loài thực vật có hoa trong họ Cỏ roi ngựa. Loài này được Gentry & Moldenke mô tả khoa học đầu tiên năm 1941.